# Tärendöholmen

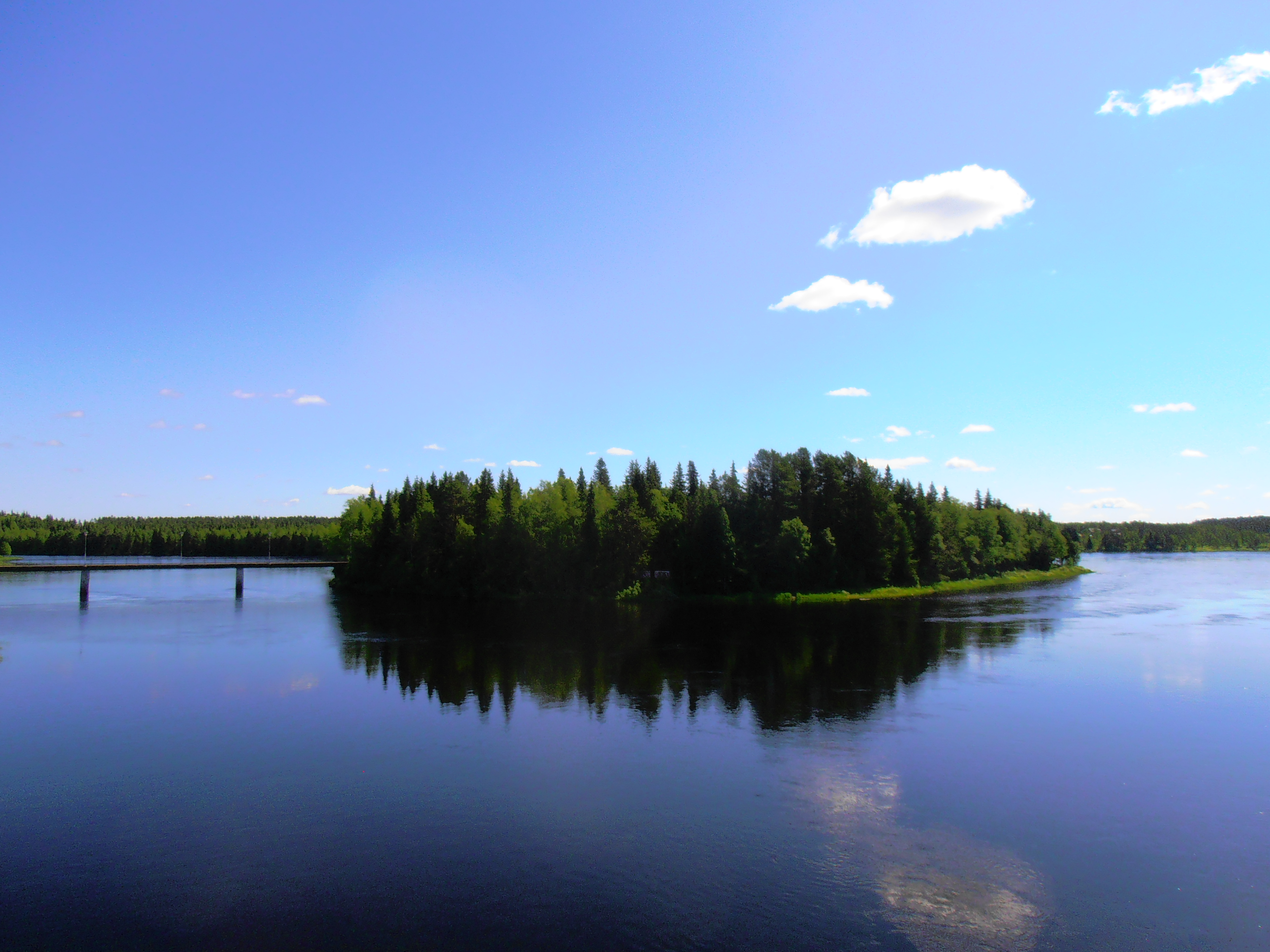
Tärendöholmen, juni 2016.

Tärendöholmen (meänkieli/finska: Täränönsaari) i Tärendö i Pajala kommun är en 4,5 hektar stor ö, belägen där Kalix älv och Tärendö älv flyter samman. 

## Tärendöholmens festplats

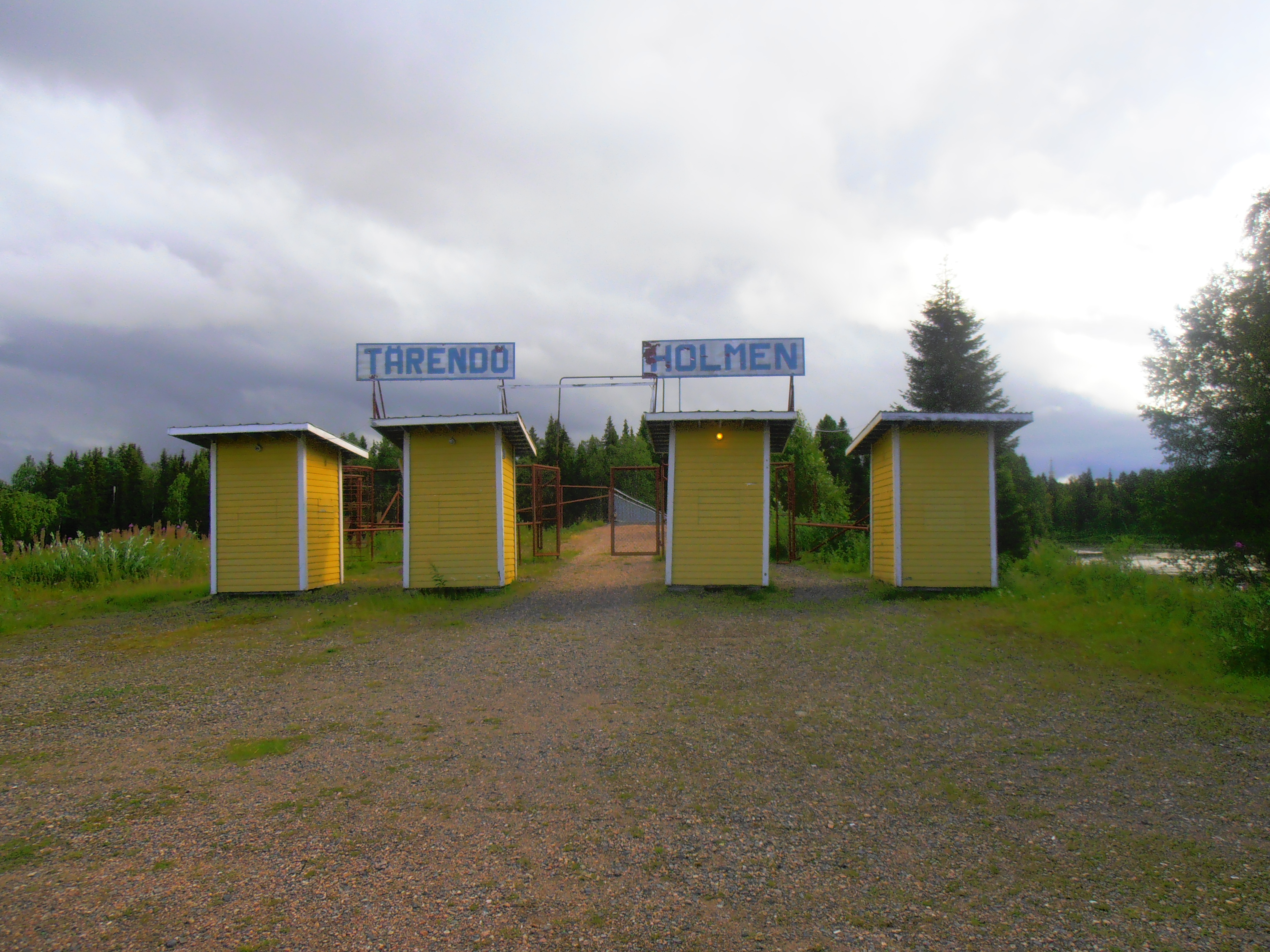
Entré till Tärendöholmen, augusti 2016.

På Tärendöholmen ligger en av Norrbottens mest kända festplatser. Många kända svenska artister och grupper har uppträtt där.
- 1955 - Swingstars
- 1958 - Swingstars
- 1958 - Ingemar Johansson (boxningsuppvisning)
- 1959 - Gnesta-Kalles orkester
- 1960 - Little Gerhard and his Rocking G-men
- 1961 - Lennart Lindbloms
- 1962 - Ray Adams med trio
- 1962 - Thore Skogman
- 1963 - Charlie Norman show med Lasse Lönndahl
- 1963 - Ann-Louise Hanson med trio
- 1963 - Monica Zetterlund med orkester
- 1964 - Gunnar Wiklund show
- 1964 - Bosse Parnevik
- 1965 - The Lollipops
- 1965 - Laila Westersund med trio
- 1965 - Family Four
- 1966 - The Sherrys
- 1966 - Curt Silvéns orkester
- 1967 - Putte Wickmans med Anita Berggren
- 1967 - Anna-Lena Löfgren med Boyfriends
- 1967 - Siw Malmkvist med o. Berra
- 1967 - Gösta "Snoddas" Nordgren
- 1968 - Svensktopparna
- 1968 - Sven-Ingvars
- 1968 - Jokkmokks-Jokke
- 1969 - Robert Broberg
- 1969 - Ann-Louise Hanson show
- 1969 - Östen Warnerbring show
- 1969 - Povel Ramel och Wenche Myhre
- 1970 - Sylvia Vrethammar show o. Nilsmen
- 1970 - Tommy Körberg show
- 1970 - Svenne, Charlotta, Björn & Benny
- 1970 - Lars Berghagen
- 1970 - Thore Skogman
- 1971 - Claes af Geijerstam show
- 1971 - Bosse Parnevik
- 1971 - Ewa Roos med Bosse Lindgrens orkester
- 1971 - Ann-Louise Hanson o. Bruno Glenmark
- 1971 - Ulf Elfving
- 1972 - Family Four
- 1972 - Ewa Roos & Stefan Rudén
- 1973 - Svenne & Lotta
- 1973 - Björn, Benny, Agneta o. Ann-Frid (bildade senare popgruppen Abba)
- 1973 - Jokkmokks-Jokke
- 1973 - Gunnar Wiklunds show med Marianne
- 1974 - Bert-Åke Varg, Eva Bysing m.fl.
- 1974 - Ann-Louise Hanson & Glenmarks
- 1974 - Family Four
- 1974 - Marie Bergman
- 1975 - Anna-Lena Löfgren show
- 1975 - Ted Gärdestad & Harpo
- 1975 - Pierre Isacsson & Gimmicks
- 1975 - Rockfolket
- 1976 - Forbes
- 1976 - Jerry Williams & Blåblus
- 1976 - Landslaget
- 1976 - Svennes
- 1977 - Moonlighters
- 1977 - The Lollipops
- 1977 - The Swinging Blue Jeans
- 1978 - Beatmakers med Boris
- 1978 - Rockfolket
- 1978 - Anna-Lena Löfgren
- 1978 - Marie Bergman
- 1979 - M.A. Numminen
- 1979 - Big Brother
- 1979 - The Boppers --- (Publikrekord med 9 000 besökare)
- 1979 - Pugh Rogefeldt o. Funky Team
- 1980 - Shanes
- 1980 - Baloo
- 1980 - Funky Team
- 1980 - Rockfolket
- 1980 - Little Gerhard med The Flipper show
- 1981 - Gyllene Tider --- (8 000 besökare)
- 1981 - Vikingarna
- 1981 - Lucas
- 1981 - Lena Maria Show
- 1982 - The Bootles
- 1982 - Strix Q
- 1982 - X-Models
- 1982 - Chattanooga
- 1983 - Pugh Rogefeldt
- 1983 - Niklas Strömstedt & Lasse Lindbom
- 1983 - Vikingarna
- 1983 - Janne Lucas band
- 1984 - Kikki Danielsson & Rosarna
- 1984 - Vikingarna
- 1984 - Herreys
- 1984 - New Vision
- 1985 - Ulf Elfving
- 1985 - Stefan Borsch & Anders Engberg
- 1985 - Hep Stars
- 1986 - Chattanooga
- 1986 - Jerry Williams
- 1986 - Roland Cedermark
- 1986 - Arja Saijonmaa
- 1986 - Lena Philipsson
- 1987 - Lotta Engberg
- 1987 - Lasse Stefanz
- 1987 - Lena Philipsson
- 1988 - Afrodite
- 1988 - Scott Fitzgerald
- 1988 - Eldkvarn
- 1989 - Jerry Williams
- 1989 - Sky High
- 1989 - Pernilla Wahlgren
- 1990 - Electric Boys
- 1990 - Trance Dance
- 1990 - Kikki Danielsson
- 1990 - Sha-Boom
- 1991 - Dr. Hook
- 1991 - Mikael Rickfors
- 1991 - Carola
- 1991 - Lotta & Anders Engbergs orkester
- 1991 - Just D
- 1992 - Boppers
- 1992 - Angel
- 1992 - Pontus & Amerikanerna
- 1993 - Louise Hoffsten
- 1993 - Pöka Nattshow (Ronny och Ragge)
- 1993 - Canned Heat
- 1993 - Expanders
- 1993 - Niklas Strömstedt
- 1994 - Roger Pontare, Marie Bergman
- 1994 - Lena Philipsson
- 1994 - Nordman
- 1994 - Shanes
- 1995 - Barbados
- 1995 - Pandora
- 1995 - Lasse Stefanz
- 1995 - Black Ingvars
- 1996 - Papa Dee
- 1996 - Nordman
- 1997 - Jumper
- 1997 - Martinez
- 1998 - Håkan Hemlin (från Nordman)
- 1999 - La Cream
- 1999 - Kikki Danielsson
- 2000 - Expanders
- 2000 - Patrik Isaksson
- 2001 - --- (Mendez och Exellence var bokade men kom inte)
- 2002 - Brolle Jr
- 2002 - Carina Jarneek
- 2003 - The Ark
- 2004 - --- (Brolle Jr var bokad, men kunde inte komma på grund av problem med flyget)
- 2004 - Raj-Raj Band
- 2005 - The Wallstones
- 2006 - Takida
- 2007 - The Poodles
- 2008 - Lokala artister, samt eldshow av Eldflugor & Odågor
- 2009 - Raj-Raj Band
- 2010 - Willy Clay Band
- 2011 -
- 2012 - Mange Schmidt, Thomas Rusiak